# Euraziatische terugmigratie

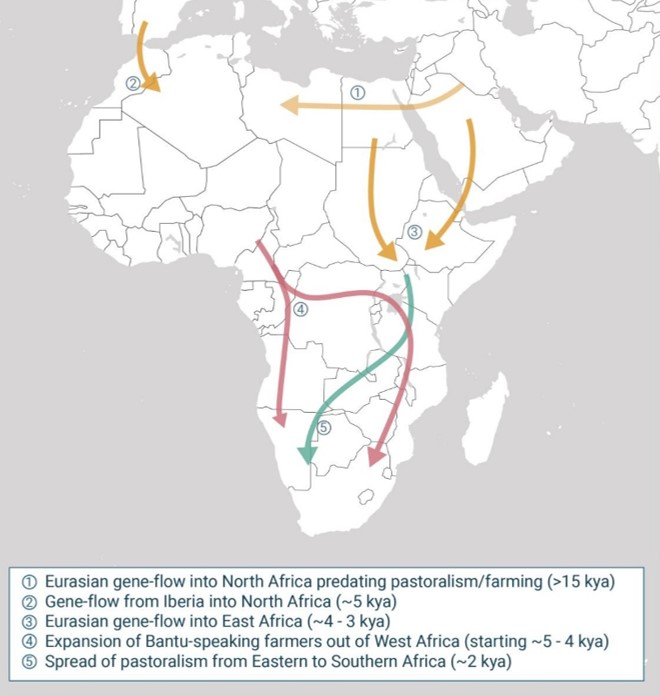
Menselijke verspreidingen binnen Afrika
1 - laatpaleolithische stroom naar Noord-Afrika (>15 kya)
2 - neolithische stroom vanuit Iberië (~5kya)
3 - pastoraal-neolithische stroom naar Oost-Afrika (~4-3 kya)
4 - Bantoe-expansie uit West-Afrika (~5-4 kya)
5 - pastorale verspreiding van Oost- naar Zuidelijk Afrika (~2 kya)

De term Euraziatische terugmigratie of Euraziatische terugstroom wordt gebruikt om verschillende laatpaleolithische en neolithische migratiegebeurtenissen van mensen uit westelijk Eurazië terug naar Afrika te beschrijven. 
Uit diverse genoomstudies is bewijs gevonden voor meerdere prehistorische terugmigraties van diverse Euraziatische populaties en daaropvolgende vermenging met inheemse groepen. Naast de intrinsieke diversiteit binnen het continent, die voortkomt uit de bevolkingsstructuur en isolatie, wordt de instroom van Euraziatische populaties in Afrika gezien als een cruciale bijdrage aan de bestaande genetische diversiteit.   
Middeleeuwse genenstromen, zoals de Arabische expansie, hebben ook sporen achtergelaten in verschillende Afrikaanse bevolkingsgroepen, maar de neolithisering had een veel grotere demografische impact dan de arabisering.  

## Laatpaleolithicum
De eerste genenstroom uit West-Eurazië bereikte Noord-Afrika tijdens het laatpaleolithicum. De moderne mens verliet Afrika ongeveer 70.000 tot 50.000 jaar geleden (BP), en migreerde tussen 30.000 en 15.000 BP vanuit West-Azië terug naar Noord-Afrika. Genetische gegevens uit de grot van Tafoughalt toonden aan dat Noord-Afrika een aanzienlijke genenstroom uit Eurazië ontving, die dateerde van vóór het Holoceen en de ontwikkeling van landbouw.     

## Neolithicum
Tussen 6000 en 5000 BP migreerden landbouwers uit Anatolië en de Levant naar de Hoorn van Afrika. Tekenen van deze migratie zijn te vinden in de genomen van hedendaagse volkeren uit heel Oost-Afrika. Bovendien hebben analyses aangetoond dat een deel van de Euraziatische voorouders in Noordoost-Afrika mogelijk al vóór het ontstaan van landbouw aanwezig was, rond 12-23.000 BP. Naast Oost-Afrika is er ook belangrijke Euraziatische afkomst te vinden in Noord-Afrika en bij specifieke etnische groepen in de Hoorn van Afrika, Noord-Soedan, de Sahelregio en bij de Malagassiërs van Madagaskar.     
De mensen die naar Afrika migreerden waren nauw verwant aan de neolithische boeren die ongeveer 7000 BP de landbouw uit West-Azië naar Europa brachten. Deze bevolkingsgroep was nauw verwant aan de huidige Sardijnen. Andere studies maakten onderscheid tussen de bevolking die de landbouw naar Europa en de Maghreb bracht, en de aan de Levant gerelateerde groepen die zich zuidwaarts naar Oost-Afrika verspreidden.   
Uit een onderzoek uit 2020 kwamen twee bronnen naar voren voor de verspreiding van de Euraziatische vermenging in Noordoost-Afrika, waarvan er één verband hield met pastoralisme. De eerste fase omvatte groepen afkomstig uit de Levant en Noord-Afrika, die aanleiding gaven tot het pastoraal neolithicum. Uit verder onderzoek is gebleken dat de terugmigratie naar de regio een complex proces was, waarbij meerdere oorsprongen voor de Euraziatische component in de huidige Noordoost-Afrikaanse groepen werden geïdentificeerd.  
In een rapport uit november 2015 over een 4.500 jaar oud Ethiopisch genoom werd oorspronkelijk de genetische invloed van de Euraziatische terugstroom overschat, met de bewering dat er in genomen in heel Afrika tekenen van deze migratie te vinden waren. Deze bewering berustte op een fout in de gegevensverwerking en werd in februari 2016 gecorrigeerd. De West-Aziatische bijmenging was alleen overheersend in de populaties van de Hoorn van Afrika, met name in het Ethiopisch Hoogland, en minder relevant of afwezig in de genetische samenstelling van West- en Centraal-Afrikanen.  

## Neanderthaler-vermenging en Euraziatische afkomst
Uit een onderzoek uit 2012 bleek dat Noord-Afrikanen, in tegenstelling tot de meeste mensen in Sub-Saharaans Afrika, vergelijkbare hoeveelheden neanderthaler-DNA hebben als Zuid-Europeanen en West-Aziaten. Dit DNA was echter van voor-neolithische oorsprong en niet afkomstig van een recente vermenging. De genetische neanderthalersignalen waren namelijk hoger in populaties met een autochtone "terug-naar-Afrika"-genomische component die 12.000 BP arriveerde. Deze neanderthaler-genoomsporen markeren geen scheiding tussen Afrikanen en niet-Afrikanen, maar eerder een scheiding tussen de ten zuiden van de Sahara levende Afrikanen en de rest van de moderne menselijke groepen, inclusief die uit Noord-Afrika. 
In 2016 vonden onderzoekers dat de neanderthaler-afkomst in Afrikaanse populaties sterk gerelateerd was met de mate van West-Euraziatische afstamming. De genetici werkten het volgende uit:
Neanderthaler-afkomst wordt niet verwacht in Afrika, maar vandaag de dag dragen veel Afrikanen van neanderthaler afgeleide allelen. De grafiek laat zien dat het neanderthaler-afkomstpercentage bij Afrikanen gecorreleerd is met de genenstroom van Euraziërs. Bijvoorbeeld, wetende dat Euraziërs vandaag de dag ongeveer 2% neanderthaler-afkomst dragen, observeerden we dat Oost-Afrikanen (Ethiopiërs) ongeveer 1% neanderthaler-afkomst hadden en ongeveer 50% Euraziatische afkomst. Overeenkomstig vertoonden mensen uit West-Azië een afname in neanderthaler-afkomst in verhouding tot hun niveaus van Afrikaanse afstamming.— March Haber et al, Chad Genetic Diversity Reveals an African History Marked by Multiple Holocene Eurasian Migrations
Chen en Lu concludeerden dat terugmigraties een rol speelden bij het signaal van neanderthaler-afkomst bij Afrikanen. Gegevens tonen dat terugmigraties met neanderthaler-sequenties plaatsvonden na de splitsing van West-Euraziaten en Vroege Oost-Euraziaten, uit populaties die verwant waren aan de Europese afstammingslijn. De overlapping van deze Europese voorouderlijke en neanderthaler-segmenten was zeer significant. 